# Mixteker

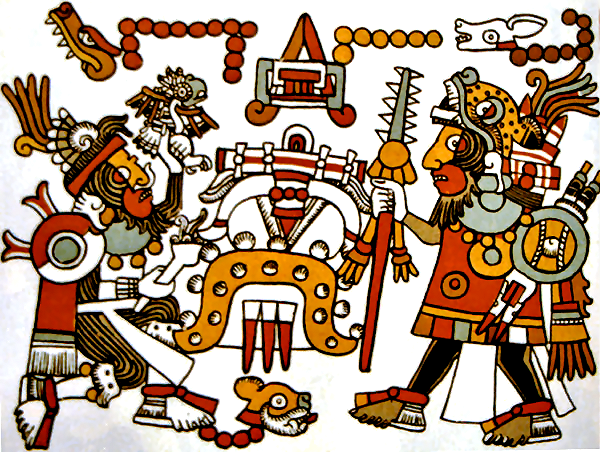
Mixteckungen och krigsherren Eight Deer Jaguar Claw (höger) Möte med fyra jaguarer, i en skildring från förcolumbianska Codex Zouche-Nuttall.

Mixteker är ett folk i Mexiko som främst bor i den region i södra Mexiko som kallas La Mixteca, i delstaterna Oaxaca, Puebla och Guerrero.  Mixtekerna talar Tu'un savi "Regnets språk" ett språk inom den mixtekanska språkfamiljen, som är en gren av de Oto-mangueanska språken.  Mixtekerna hade under förkolumbiansk tid en egen civilisation med huvudstad i Tilantongo.
Mixtekerna var vid tiden för spanjorernas erövring på 1400-talet stadda i stark expansion på maya- och zapotekfolkens bekostnad och hade bl.a. erövrat de sistnämndas kulturcentra i Mitla och Monte Albán. De utövade ett rikt konsthantverk, av vilket man gjort omfattande fynd, särskilt i  Monte Albán. 